# Verband der Volkshochschulen von Rheinland-Pfalz

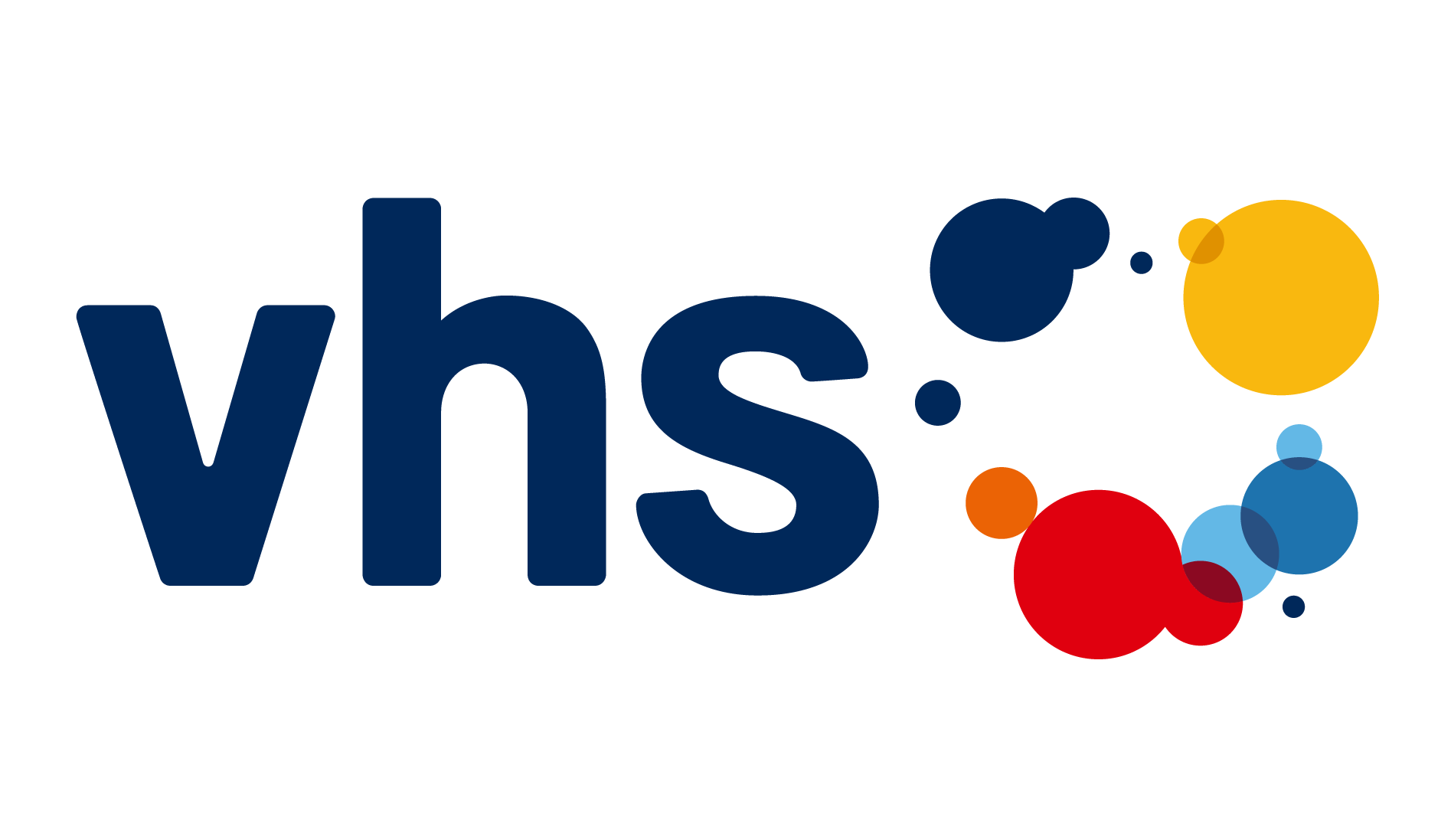
Logo des Deutschen Volkshochschul-Verbandes und auch des Verbandes der Volkshochschulen von Rheinland-Pfalz

Der Verband der Volkshochschulen von Rheinland-Pfalz e. V. ist der Interessen- und Fachverband der 65 nach rheinland-pfälzischem Weiterbildungsgesetz anerkannten Volkshochschulen in Rheinland-Pfalz. Sitz des Verbandes ist die rheinland-pfälzische Landeshauptstadt Mainz. Die Gründung des Verbandes erfolgte am 20. November 1948 in Worms.

## Mitglieder und Förderung
Die Arbeit des Verbandes Verband der Volkshochschulen von Rheinland-Pfalz e. V. wird durch das Land Rheinland-Pfalz gefördert. Der Verband vertritt seine Mitgliedseinrichtungen auf Landes- und Bundesebene und ist Mitglied im Deutschen Volkshochschul-Verband e. V. (dvv) sowie im Landesbeirat für Weiterbildung Rheinland-Pfalz.
Die 65 rheinland-pfälzischen Volkshochschulen bilden zusammen mit weiteren rund 250 Außenstellen ein flächendeckendes Netz lokal und regional verankerter wohnortnaher Weiterbildungseinrichtungen.

## Aufgaben
Der Verband unterstützt, vernetzt und gestaltet Weiterbildung im Flächenland Rheinland-Pfalz. Hauptaufgaben des Verbandes sind die Entwicklung von Grundsätzen und Leitlinien für die Arbeit der Volkshochschulen, die Beratung und Unterstützung seiner Mitglieder und die Fort- und Weiterbildung für das Leitungs-, Verwaltungs- und pädagogische Personal sowie der Kursleitenden.
Die Aufgaben des Verbandes der Volkshochschulen bestehen im Einzelnen darin, dass er die Interessen seiner Mitgliedseinrichtungen gegenüber dem Landtag, der Landesregierung, den Behörden und in der Öffentlichkeit vertritt. Er fördert den Erfahrungsaustausch und die Vernetzung mit deutschen und ausländischen Bildungseinrichtungen. Er bietet den vhs-Mitarbeitern und Dozenten in Rheinland-Pfalz ein umfangreiches Fortbildungsangebot. Der Verband fördert und begleitet Qualitätsentwicklungsprozesse in den Volkshochschulen. Auch ist er Prüfungszentrale in Rheinland-Pfalz für international anerkannte Prüfungen an Volkshochschulen in den Bereichen Sprachen und Berufliche Bildung und leistet Unterstützung in den Bereichen Öffentlichkeitsarbeit und Marketing.